# Leopold Ziegler

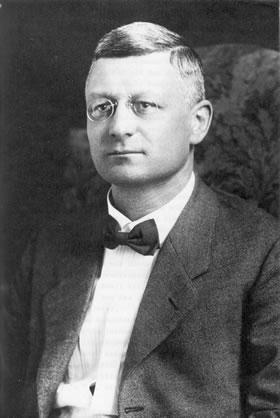
Leopold Ziegler, um 1905

Leopold Ziegler (* 30. April 1881 in Karlsruhe; † 25. November 1958 in Überlingen) war ein deutscher Philosoph.

## Leben, Werk und Wirkung

### Jugend und Frühwerk
Ziegler wuchs in Karlsruhe auf. Sein Vater Karl Leopold Ziegler (1849–1893) war Kaufmann und betrieb ein Bilderrahmengeschäft. Wie Ziegler sich später erinnerte, war seine „Abneigung gegen alles Militärische“ vor allem „eine Erbschaft oder Beeinflussung von Vaters Seite her“. Der Vater starb, als Ziegler zwölf Jahre alt war. Umso enger wurde die Bindung des Einzelkindes zur Mutter Magdalena Ziegler, geb. Weiss (1856–1936). Sie unterstützte Ziegler in seinem Interesse für alles Künstlerische und nutzte auch ihre Kontakte, um Zieglers Jugendfreund, dem Maler Karl Hofer, der völlig mittellos war, ein Stipendium zu verschaffen. Über Hofer lernte Ziegler 1897 auch den Dichter, Maler und Buchkünstler Emil Rudolf Weiß kennen, der sein zweiter guter Freund wurde. Zum Freundeskreis um Hofer und Weiß, in den Ziegler als Jüngster nun aufgenommen wurde, gehörten außerdem Wilhelm Laage, Albert Haueisen, Konrad Ferdinand Edmund von Freyhold, Karl Albiker sowie der von ihnen allen sehr verehrte Alfred Mombert, den Ziegler später den „Größten meiner Jugend“ nannte.
Das Aufgenommensein in einen Kreis wenige Jahre älterer, künstlerisch produktiver Menschen half Ziegler darüber hinweg, dass seine Schulzeit bis dahin unglücklich verlaufen war. Wegen schlechter Leistungen war er vom Gymnasium auf die Realschule versetzt worden, wo er sich „heruntergesetzt“ fand „unter fast lauter Kleinbürger- und Arbeitersöhnen“, deren „[a]bstoßende Gewohnheiten, rohe Sitten, häßliche Sprache, ungepflegte Körper“ ihn „verletzten“. Dennoch konnte er im Jahr 1900 sein Abitur machen und besuchte bereits zuvor, als Oberrealschüler, Vorlesungen über Eduard von Hartmanns Philosophie bei Arthur Drews an der Technischen Hochschule Karlsruhe. Ein Lehrer, der badische Landtagsabgeordnete Karl Heimburger, hatte Ziegler mit den Schriften Arthur Schopenhauers bekannt gemacht und dadurch seine Begeisterung für die Philosophie geweckt.
1902 ließ sich Ziegler im Fach Philosophie an der Universität Heidelberg immatrikulieren und veröffentlichte im gleichen Jahr seine erste philosophische Schrift Zur Metaphysik des Tragischen. Es folgte 1903 das Werk Das Wesen der Kultur, für das er den Diederichs Verlag gewinnen konnte. Stefan Breuer schreibt, kein anderes von Eugen Diederichs verlegtes Buch komme „den mit dem Begriff Kulturpessimismus verbundenen Vorstellungen so nahe wie Leopold Zieglers Das Wesen der Kultur“. Zieglers frühe Schriften legen Zeugnis ab von seinem Ziel, dem künstlerischen Schaffen seiner Freunde eine ebenbürtige Philosophie zur Seite zu stellen. Das Gefühl, in einer tiefen Kulturkrise zu leben, wurde mit dem Traum von einer „im Menschen freiwerdenden Göttlichkeit“ beantwortet, für den als größte Leistungen des Zeitalters die Philosophie Hartmanns, das Musikdrama Richard Wagners und die Malerei Arnold Böcklins einstehen sollten.
Aufgrund seiner von den in Heidelberg lehrenden Philosophen Kuno Fischer und insbesondere Wilhelm Windelband abweichenden Ansichten wechselte Ziegler 1904 an die Universität Jena. Er wurde dazu von Diederichs ermutigt, dessen Verlag im selben Jahr ebenfalls von Leipzig nach Jena umsiedelte. In Jena wurde Ziegler 1905 mit dem Thema Das Grundproblem des nachkantischen Rationalismus: mit besonderer Berücksichtigung Hegels bei Rudolf Eucken und Ernst Haeckel promoviert. Unter dem Titel Der abendländische Rationalismus und der Eros erschien die Dissertation im selben Jahr als Buch bei Diederichs. Der Verleger war in diesen Jahren zu einem „väterlichen Beschützer“ Zieglers geworden, der dem jungen Philosophen, wie Timo Kölling beschreibt, eine „Sonderstellung“ in seinem Verlag einzuräumen bereit war. Denn eigentlich wollte Diederichs „Lebensweisheit [...] mehr in farbigen Bildern als in begrifflichem Denken mit philosophischer Terminologie“ veröffentlichen. Es kam über dieser Frage dann auch bald zum Zerwürfnis, und die Dissertation blieb Zieglers letztes Buch für den Verlag.
Es folgte eine Zeit der tiefen Krise und der Neuorientierung. Ziegler war nun ohne Verlag. 1907 erkrankte er schwer an Hüfttuberkulose – dieselbe Krankheit, an der sein Vater gestorben war. Schon zuvor war sein Plan, sich an der Universität Freiburg im Breisgau zu habilitieren, an der Ablehnung der dortigen philosophischen Fakultät, insbesondere Heinrich Rickerts, gescheitert. Zur wichtigsten Stütze wurde seine Frau Johanna Ziegler, geb. Keim, Tochter des Philologen Friedrich Karl Keim, die er 1907, obwohl die Ärzte nicht mit seinem Überleben rechneten, heiratete. Ziegler genas, behielt aber einen Hüftschaden zurück und blieb auf einen Gehstock angewiesen. Wohl auch aufgrund der Krankheit entschied er sich, auf eine akademische Laufbahn zu verzichten und als Privatgelehrter und freier Schriftsteller zu leben.

### Von „Gestaltwandel der Götter“ zum Spätwerk
1910 zogen Leopold und Johanna Ziegler von Karlsruhe ins nahe Ettlingen. Hier reifte der Plan zu Zieglers wohl bekanntestem Werk Gestaltwandel der Götter, das 1920 veröffentlicht wurde und bereits 1922 in zweiter Auflage erschien. Das Buch wurde Zieglers erster und größter buchhändlerischer Erfolg. Die Niederschrift des Buches, das ursprünglich Die Krisis der Ideale heißen sollte, dauerte von November 1916 bis August 1919. Die Fertigstellung erfolgte in Doberatsweiler in der Nähe von Lindau (Bodensee), wo die Eheleute 1918 durch Vermittlung von Wilhelm Schäfer ein kleines Landgut erwerben konnten in der Hoffnung, sich durch Johannas Tätigkeit als Bäuerin selbst versorgen zu können. Dies erwies sich mit den Jahren aber zu mühsam, so dass 1925 ein weiterer Umzug erfolgte: mit Hilfe eines Mäzens konnte ein Haus in Überlingen bezogen werden, wo Ziegler bis zu seinem Tod im Jahr 1958 lebte und arbeitete.
Es handelt sich bei Gestaltwandel der Götter um eine Geschichte der Gottesidee in Europa, die sich in der Anlage mit anderen kulturhistorischen Werken der Zeit wie Hermann Keyserlings Reisetagebuch eines Philosophen und Oswald Spenglers Der Untergang des Abendlandes vergleichen lässt. Anders als Spengler und in bewusster Unterscheidung von ihm sah Ziegler jedoch die Religion als unaufhebbare Grundlage einer jeden Kultur an. Er neigte dabei einer symbolischen Interpretation zu, die die Religionen als Schöpfungen eines „Allgemeinen Menschen“ entschlüsselte, dessen Figur es wiederzuentdecken gelte. Für diese Konzeption wurde ihm Goethe ebenso wichtig wie das Werk des französischen Metaphysikers und Religionsphilosophen René Guénon. Die Lehren und Symbole sämtlicher, nicht allein der großen Weltreligionen fanden sein Interesse, wie besonders sein u. a. von Hermann Hesse geschätztes Buch Überlieferung (1936) zeigt. Als Magnum opus ist das zweibändige Werk Menschwerdung anzusprechen, das 1944 fertiggestellt wurde. Es handelt sich um eine Auslegung der sieben Bitten des Vaterunser, die Zieglers dezidiert christlich ausgerichtetes Spätwerk einleitet.
Bedeutung erlangt hat Ziegler auch als konservativer politischer Schriftsteller im Umkreis von Edgar Julius Jung und Franz von Papen. Mit seinen Büchern Das heilige Reich der Deutschen (1925) und Der europäische Geist (1929) hat er auf die Konservative Revolution eingewirkt, vor allem auf Ernst Jünger und Friedrich Georg Jünger. Sie haben Zieglers Werk viele Anregungen entnommen und begegneten ihm auch persönlich. Thomas Assheuer bemerkte 2017 in Die Zeit, dass der Sloterdijk-Schüler Marc Jongen in der Denkschule der Konservativen Revolution im Sinn Zieglers zu Hause ist und dessen „Lösungen“ immer wieder vorträgt.
Ziegler verkündete zunächst ein „neues Mittelalter“ und wollte die sinnstiftenden Energien der Religionen, allen voran des Buddhismus als eine atheistische Religion, auf ein künftiges „deutsches Reich“ lenken. Später schwor Ziegler, der Pazifist war, jener Idee, die er vor allem in seiner Schrift Der ewige Buddho (1922) dargelegt hatte, ab und kehrte mit seinem Werk Menschwerdung (1948), in dem er sich ausführlich mit dem Philosophen Søren Kierkegaard, dem Mystiker und Theosophen Jakob Böhme, sowie dem Philosophen Franz von Baader auseinandersetzt, zu seinen christlichen Wurzeln zurück.

## Auszeichnungen
- 1929 Goethepreis der Stadt Frankfurt
- 1951 Ehrendoktor der Theologie der Philipps-Universität Marburg
- 1951 Verleihung des Titels eines Professors der Universität Freiburg i. Br. durch die Landesregierung
- 1956 Großes Verdienstkreuz des Verdienstordens der Bundesrepublik Deutschland
- 1956 Bodensee-Literaturpreis der Stadt Überlingen
- 1956 Ehrengabe des Kulturkreises der deutschen Wirtschaft.[24]

## Schriften
- Zur Metaphysik des Tragischen. Eine philosophische Studie. Leipzig 1902.
- Das Wesen der Kultur. Leipzig 1903.
- Der abendländische Rationalismus und der Eros. Jena 1905 (zugleich: Das Grundproblem des nachkantischen Rationalismus: mit besonderer Berücksichtigung Hegels. Dissertation. Universität Jena 1905).
- Das Weltbild Hartmanns. Eine Beurteilung. Leipzig 1910.
- Über das Verhältnis der bildenden Künste zur Natur. In: Logos. Internationale Zeitschrift für Philosophie der Kultur 1 (1910/11), S. 95–124.
- Wagner. Die Tyrannis des Gesamtkunstwerks. In: Logos. Internationale Zeitschrift für Philosophie der Kultur 1 (1910/11), S. 371–404.
- Florentinische Introduktion. Zu einer Philosophie der Architektur und der bildenden Künste. Leipzig 1912.
- Der deutsche Mensch. Berlin 1915.
- Volk, Staat und Persönlichkeit. Berlin 1917.
- Gestaltwandel der Götter. Berlin 1920.
- Der ewige Buddho. Ein Tempelschriftwerk in vier Unterweisungen. Darmstadt 1922.
- Das Heilige Reich der Deutschen. Darmstadt 1925.
- Zwischen Mensch und Wirtschaft. Darmstadt 1927.
- Magna Charta einer Schule. Darmstadt 1928.
- Der europäische Geist. Darmstadt 1929.
- Fünfundzwanzig Sätze vom deutschen Staat. Darmstadt 1931.
- Zwei Goethereden und ein Gespräch. Leipzig 1932.
- Überlieferung. Leipzig 1936.
- Apollons letzte Epiphanie. Leipzig 1937.
- Vom Tod. Leipzig 1937.
- Menschwerdung. Olten 1948.
- Von Platons Staatheit zum christlichen Staat. Olten 1948.
- Goethe in unserer Not. Leutstetten 1949.
- Die neue Wissenschaft. Universitas aeterna. München 1951.
- Spätlese eigener Hand. München 1953.
- Edgar Julius Jung. Denkmal und Vermächtnis (= Stifterbibliothek 61). Salzburg 1955.
- Das Lehrgespräch vom Allgemeinen Menschen. Hamburg 1956.
- Entwurf eines Michaeldromenons (= Stifterbibliothek 78). Salzburg-Klosterneuburg 1959.
- Briefwechsel Reinhold Schneider – Leopold Ziegler. München 1960.
- Dreiflügelbild. München 1961.
- Leopold Ziegler. Briefe 1901–1958. München 1963.
- Hansgeorg Schmidt-Bergmann: Georg von Lukács' Heidelberger Ästhetik. Auf dem Weg zur „Theorie des Romans“. Briefwechsel Leopold Ziegler und Georg von Lukács. Literarische Gesellschaft Oberrhein. Braun, Karlsruhe 2010, ISBN 978-3-7650-8572-7.